# Amphiglossus mouroundavae
Amphiglossus mouroundavae är en ödleart som beskrevs av  Grandidier 1872. Amphiglossus mouroundavae ingår i släktet Amphiglossus och familjen skinkar.
Artens utbredningsområde är Madagaskar. Inga underarter finns listade i Catalogue of Life.